# Sommet du G7 de 1976
Pour un article plus général, voir Groupe des sept (économie).
Le sommet du G7 1976, 2e réunion du G7, réunissait les dirigeants des 7 pays démocratiques les plus industrialisés, ou G7, du 27 au 28 juin 1976, dans la ville américaine de Dorado (Porto Rico).

## Participants
Le Canada participe pour la première fois, transformant le G6 en G7.
| Participants au G7     |                            |                          |                      |
| Membre                 | Membre                     | Représenté par           | Fonction             |
| Drapeau du Canada      | Canada                     | Pierre Trudeau           | Premier ministre     |
| Drapeau de la France   | France                     | Valéry Giscard d'Estaing | Président            |
| Drapeau de l'Allemagne | Allemagne de l'Ouest (RFA) | Helmut Schmidt           | Chancelier           |
| Drapeau de l'Italie    | Italie                     | Aldo Moro                | Président du Conseil |
| Drapeau du Japon       | Japon                      | Takeo Miki               | Premier ministre     |
| Drapeau du Royaume-Uni | Royaume-Uni                | James Callaghan          | Premier ministre     |
| Drapeau des États-Unis | États-Unis                 | Gerald Ford              | Président            |